# Saurauia formosa
Saurauia formosa är en tvåhjärtbladig växtart som beskrevs av Herman Otto Sleumer. Saurauia formosa ingår i släktet Saurauia och familjen Actinidiaceae. Inga underarter finns listade i Catalogue of Life.